# Соней Картал
Соней Картал (англ. Sonay Kartal) — британська тенісистка.
З боку батька Картал має турецьке походження. Свій перший турнір WTA вона виграла на Jasmin Open 2024. 

## Фінали турнірів WTA

### Одиночний розряд: 1 титул
| Легенда          |
| ---------------- |
| Grand Slam (0–0) |
| WTA 1000 (0–0)   |
| WTA 500 (0–0)    |
| WTA 250 (1–0)    |

| За поверхнею |
| ------------ |
| Хард (1–0)   |
| Грунт (0–0)  |
| Трава (0–0)  |

| Фінали за умовами |
| ----------------- |
| Під небом (1–0)   |
| В залі (0–0)      |

| Результат | В–П | Дата     | Турнір             | Статус  | Поверхня | Супротивниця     | Рахунок  |
| --------- | --- | -------- | ------------------ | ------- | -------- | ---------------- | -------- |
| Перемога  | 1–0 | Вер 2024 | Jasmin Open, Туніс | WTA 250 | Хард     | Ребекка Шрамкова | 6–3, 7–5 |